# Kapitánffy István
Kapitánffy István (Budapest, 1932. október 23. – Budapest, 1997. november 15.) klasszika-filológus, irodalomtörténész, bizantológus.

## Élete, munkássága
Több kisebb közleményt bocsátott közre, amelyek közül a magyar–bizánci kapcsolatokkal foglalkozókat halála után, 2007-ben adtak ki összegyűjtve Hungarobyzantina címen. Önálló nagyobb művei közül jelentősnek ítélik A bizánci irodalom története (1989) címűt.

## Műveinek, műfordításainak listája
- Hadzisz Dimitrosz: A bizánci irodalom kistükre, vál., jegyz., 1974;
- Piccolomini Aeneas Silvius: Pápa vagy zsinat? Válogatott levelek [ford. Boronkai Ivánnal],
- Prokopios: Titkos történet, ford., utószó, jegyz., 1984;
- A bizánci és az újgörög irodalom története, 1989;
- Ógörög-magyar szótár, szerk. [másokkal], 1991;
- Az ókori görög irodalom (Szepessy Tiborral közösen), 1997;
- Hungarobyzantina – Bizánc és a görögség középkori magyarországi forrásokban, 2007;
- Bevezetés az ógörög irodalom történetébe (Szepessy Tiborral közösen), 2013 (elektronikus elérés: );
- Philologia Nostra II. – Kapitánffy István válogatott tanulmányai, 2017 (elektronikus elérés: ).